# 弄崗穗鶥
弄崗穗鶥（學名：Stachyris nonggangensis）是畫眉科穗鶥屬的一种鸟，於2008年被確認為新種。現時僅在廣西弄崗國家級自然保護區內發現。2008年的大型統計相信成熟的個體有1000至2000只，但根據其廣泛的棲息地，相信數目可達2500只。

## 外觀描述
弄崗穗鶥體長約18cm，全身大部分為深褐色，只有臉頰耳後有新月形的白斑，喉部及前胸主色為白但上有黑斑點。飛羽及尾部則為棕色，翼展為68mm，尾長61mm，喙長19mm，跗蹠骨29mm。由現時只有兩頭標本去看，不具有兩性異形，個體差異不大，繁殖羽的變化等亦未有詳細資料。

## 習性
在樹上及飛行的時間甚少，並只在受驚嚇時才會短飛。多探頭在地上覓食，透過翻開落葉下的碎石尋覓昆蟲及節肢動物，偶而在被鋸去的樹木附近的土堆上覓食。在非繁殖季節時常見5至10只鳥一起覓食，在繁殖季節則成雙成對出現。

## 分佈及數量
弄崗穗鶥除分佈於弄崗國家級自然保護區，喀斯特季节雨林的蜆木（Excetrodendron hsiemvu）林內，相信在中越邊界亦有其蹤影，但是否在越南內有分佈則未能確認。牠們對其他地貌似乎不感興趣，在附近的廣闊樹林內從未曾發現其蹤影，而僅在自然保護區內石灰石地區活躍。雖然現時牠們在自然保護區內活動而備受保護，但在保護區外的雨林正面臨被砍伐的危機，其棲地可能備受破壞。

## 發現及命名
2004年，廣西大学動物科學技術學院的周放教授在得到國家自然科學基金資助下，多次到廣西的不同地區進行野外考察。在2005年2月、7月及10月到2006年1月，多次在弄崗國家級自然保護區內觀察到一種未有紀錄的畫眉科鳥種。2006年1月21日，他們首次捕捉到兩只（一雌一雄）這種鳥，在與多種同屬鳥類比對下認定為新種，並在鳥類權威期刊The Auk上發表。為紀念其發現地弄崗及希望得到大眾的發注，他們把新發現的鳥命名為弄崗穗鶥（其種加詞來自弄崗的一词的拉丁化拼音Nonggang）。周放及其學生蔣愛伍的名字首次出現在美國期刊上，也是首次有中國人的名字出現在The Auk 這本鸟类学期刊上。